# Señalización ferroviaria en Chile
Señalización ferroviaria en Chile

## Antecedentes históricos y otros sistemas de movilización
En Chile hasta el año 2011, estuvo en todo o parte vigente el Reglamento General de Movilización o RGM, sus anexos A, B, C, D y F.C. Transandino con sus sucesivas modificaciones y ediciones, que normó desde principios del siglo XX el tráfico ferroviario de la Empresa de los Ferrocarriles del Estado y sirvió de modelo para otros ferrocarriles privados.
En su edición de 1961 el RGM se estructuró en seis volúmenes:
- RGM, propiamente tal: reúne todas las disposiciones de carácter común a toda la red de competencia.
- Anexo A: describe las particularidades de los sectores con señalización eléctrica.
- Anexo B: describe las particularidades de los sectores con señalizados con bastón.
- Anexo C: describe las particularidades de los sectores no señalizados con bastón.
- Anexo D: describe las particularidades de los sectores de movilización telegráfica o telefónica.
- Anexo FC Trasandino: normas adicionales al Anexo C, para el sector Los Andes - Las Cuevas.

La última edición del RGM fue presentada en 1987 y desde entonces no fue actualizada. Desde 2007 y hasta el 2011 ha sido paulatinamente sustituido por nuevos cuerpos normativos. Por su parte, la última edición de todos los Anexos fue la de 1961.
El proceso de privatización de los servicios de carga se inició con la constitución de una Gerencia de Carga de la Empresa de los Ferrocarriles del Estado (EFE) la que después de privatizada daría origen a la empresa Ferrocarril del Pacífico S.A. (FEPASA). En un primer periodo, además de la flota de locomotoras, carros y talleres de mantenimiento respectivos, FEPASA administró la infraestructura y el tráfico sobres las vías de tránsito exclusivo de mercancías, denominadas vías clase B. Sobre estas vías el 1 de junio de 1995, FEPASA pone en vigor el sistema de movilización A.U.V. (Autorización Uso de Vías) descrito en el Reglamento de Operaciones.
Posteriormente, todo el control de tráfico, pasó nuevamente a coordinarse en centrales de control ce tráfico de EFE, pero se mantuvo la coexistencia de los sistemas de movilización del RGM y AUV.
A partir del año 2007 paulatinamente se inició la construcción e instalación de sistemas de señales de origen español correspondiente a versiones simplificadas de la señalización RENFE denominada tipo SEC (Sistema de Explotación y Control), primeramente en los tramos operados por empresas de ferroviarias prestadoras de servicios de pasajeros de cercanía en las conurbaciones de Santiago, Valparaíso y Concepción.
Hasta este punto, cada sistema de movilización adicional al RGM fue descrito y normado por reglamentos o instructivos particulares que solo reemplazaban en lo conducente las disposiciones del RGM, que como marco jurídico más amplio, siguió en vigor.
Con la redacción y puesta en vigor del Reglamento de Tráfico Ferroviario (RTF), texto en el que se sistematizó, actualizó, y coordinó todos los sistemas de movilización existentes y operativos a la fecha, EFE sustituyó final y definitivamente el RGM.
A continuación se describe exclusivamente acerca del RGM.

## Generalidades del RGM
A grandes rasgos, el RGM establece normas operativas generales de explotación y, en particular, el control de tráfico por intervalo de distancia, es decir, definiendo bloques de vía principal entre estaciones o « block». La movilización por intervalo de tiempo fue conocida como «permisivo» o, aún anteriormente, como «prevenido» y constituyó una excepción considerada peligrosa, sucesivamente restringida y finalmente prohibida para trenes.
Principios fundantes del RGM, en cuanto a la señalización o control de tráfico:
- Block unitarios[nota 2] de vía principal entre los cambios extremos de estaciones contiguas.
- Estaciones con movilizador[nota 3] provisto de comunicación telefónica dedicada entre estaciones y con una oficina central.[nota 4]
- Señalización manual (banderas, farol o linterna, brazos, etc.) ya sea en uso corriente o extraordinario uniformada para toda la red. Lo mismo para carteles e indicadores diversos denominados «balizas».
- Señalización fija o al suelo, con diferencias dependiendo del sistema de movilización.
- En doble vía se define la circulación normal por la vía izquierda o correspondiente en el sentido de marcha. La circulación por vía contraria constituye circulación en condición degradada.[nota 5]
- En sectores de doble vía señalizados, existe señalización fija solo para la circulación definida como normal. No existe banalización.[nota 6]
- La autorización para ocupar cada block se denomina Vía Libre y debe ser obtenida en cada estación.
- Se prevén diferentes tipos y grados de funcionamiento degradado de los sistemas que reemplazan la via libre normal[nota 7] por una autorización especial por escrito denominada movilización de emergencia.[nota 8]
- Se establece la diferenciación entre señales fijas denominándolas señal o semáforo según éstas posean enclavamiento con circuitos de vía o no.
- Las señales y los semáforos pueden ser indistintamente de aspas o luminosas. Generalmente en Chile los semáforos en los sistemas no señalizados son de aspas y las señales en sistemas señalizados son luminosas. (Excepción: en el SBS se usaron señales de aspas y en menor número luminosas).
- Se establece diferencia entre el control del block y del patio de la estación. La autorización para ocupar el block es la vía Libre y aquella para transitar por el patio estación hasta llagar al block se denomina complemento a la vía libre.
- Se denomina sistema con bastón a los sistemas que como control de block usan instrumentos o aparatos de bastones del tipo Saxby o aparato staff. Usados exclusivamente en block de simple (una) vía.

## Sistemas de movilización en el RGM
El RGM establece cuatro tipos principales de modos de explotación, llamados sistemas de movilización de acuerdo al equipamiento de señalización en cada sector. Se definen como sistemas no señalizados aquellos que no cuentan con circuito de vía y, contrariamente, sistemas señalizados aquellos que cuentan con circuito de vía y enclavamientos entre éstos y las señales. A saber:

### Sistemas Señalizados

#### Sistema Señalizado Eléctrico. SSE. RGM Anexo A.
Control de block mediante circuito de vía y consentimiento eléctrico mediante aparato de block entre estaciones. Señales luminosas. Circuito de vía en block y estaciones. Cambios con control de enclavamiento central. Enclavamiento recíproco entre señales, circuitos de vía, cambios.

#### Sistema con Bastón Señalizado. SBS. RGM Anexo B.
Control de block mediante aparato de bastones entre estaciones. Señales, generalmente de aspas. Señal de salida enclavada mediante llave del aparato de bastones. Sin circuitos de vía, barras de seguridad para proteger desvíos y cambios mecánicos accionados por barras de transmisión mediante enclavamiento central. Enclavamiento recíproco entre señales, barras de seguridad, cambios y enlaces.

### Sistemas No Señalizados

#### Sistema Bastón No Señalizado. SBNS. RGM Anexo C.
Control de block mediante aparato de bastones entre estaciones. Cambios y semáforas con control manual accionado por el movilizador al pie de la señal. Las semáforas pueden tener o no enclavamiento con el aparato de bastones.

#### Sistema Telefónico o Telegráfico. STT. RGM Anexo D.
Control de block mediante comunicación telefónica o telegráfica entre estaciones. Cambios y semáforas con control manual operadas por el movilizador, o un palanquero a cargo del movilizador.
Características más importantes de los sistemas de movilización:
| Sistemas de movilización   | STT                                     | SBNS                                                        | SBS                                                               | SSE                                         |
| -------------------------- | --------------------------------------- | ----------------------------------------------------------- | ----------------------------------------------------------------- | ------------------------------------------- |
| VLN (vía libre normal)     | Formulario escrito (T.1)                | Bastón                                                      | Bastón                                                            | Señal de salida a libre                     |
| Complemento a la VLN       | Semáforo a libre, bandera o farol verde | Semáforo a libre, bandera o farol verde                     | Señal de salida a libre. Opcionalmente bandera o farol verde (1). | Opcionalmente más bandera o farol verde (1) |
| Control block              | Comunicación telefónica o telegráfica   | Aparato bastones                                            | Aparato bastones                                                  | Circuito de vía y aparato block.            |
| Señalización en uso normal | Semafórica o solo manual                | Semafórica con o sin enclavamiento con staff, o solo manual | Señales fijas, generalmente de aspas                              | Señales fijas luminosas                     |
| Enclavamientos             | Ninguno                                 | Opcional: entre semáforo y aparato staff.                   | Opcional: entre semáforo y aparato staff.                         | Entre señales, cambios, y CDV               |

## Definición de block

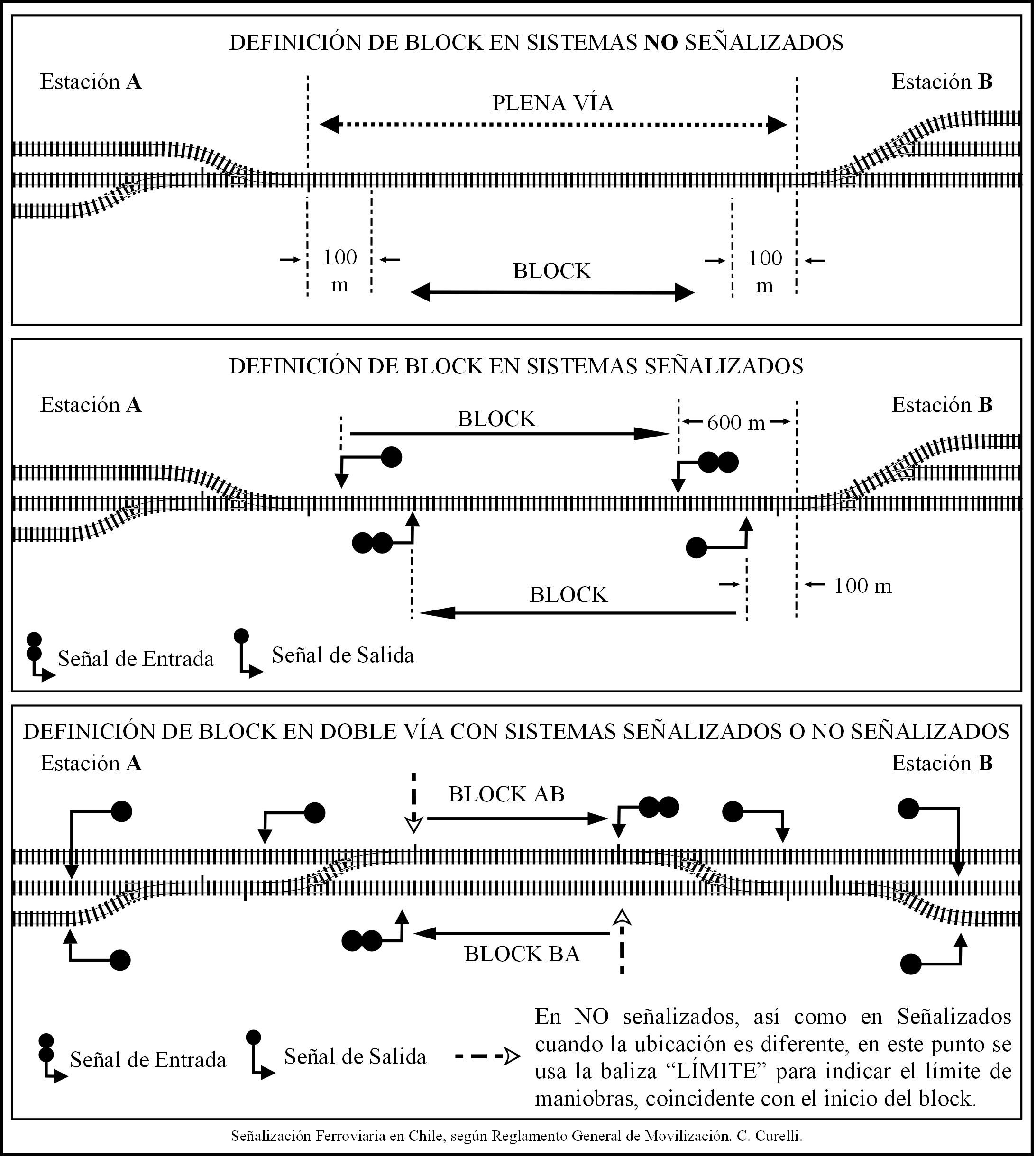
Definiciones de block señalización ferroviaria chile RGM

Conceptualmente y en general, el block o cantón ferroviario, corresponde al tramo de vía principal o plena vía que se defina arbitrariamente de acuerdo con el sistema de señales usado en determinado ferrocarril. Suele coincidir con el espacio de plena vía entre dos estaciones. El punto exacto del fin del patio estación coincidente con el inicio del block se define más precisamente según se trate de sistemas de movilización señalizados o no, en doble o simple vía, etc.
Esta definición se hace de forma conveniente a la densidad de la explotación prevista considerando que en cada cantón solo puede permanecer un tren o vehículo en tránsito.
En particular el RGM define el Block como el espacio de plena vía comprendido entre dos señales principales en el sentido de marcha, y en sectores no señalizados espacio de plena vía comprendido entre los cambios punteros de una estación a otra en sentido de la marcha.

## Señalización manual y balizas o indicadores diversos
Tanto la señalización manual así como las balizas o indicadores diversos son válidos en toda la red bajo la influencia del RGM, independientemente del sistema de movilización del sector.

### Señales de mano
Corresponde a las señales que se efectúan directamente con las manos y brazos o aquellas que son esencialmente transportables por el agente y por tanto de carácter generalmente transitorio.
Señales de mano generales y su significado:
| Señal de mano                       | Banderas o disco rígido                                   | Faroles                                | Brazos                                     | Pito locomotora     | Torpedo (explosivos)  |
| ----------------------------------- | --------------------------------------------------------- | -------------------------------------- | ------------------------------------------ | ------------------- | --------------------- |
| Detención                           | Roja                                                      | Rojo                                   | Extendidos horizontalmente                 | dos cortos (- -)    | Dos, sucesivos a 15 m |
| Vía libre                           | Verde, fija                                               | Verde, fijo                            | Mano movida sobre la cabeza                | Uno corto (-)       |                       |
| Avance (con precaución)             | Amarilla (1), movida paralelo a la vía                    | Amarillo, movido paralelo a la vía     | Ambos brazos balanceo paralelo a la vía    | Uno largo (__)      | Uno                   |
| Maniobra retroceso (con precaución) | Amarilla (1), movida transversal a la vía                 | Amarillo, movido transversal a la vía  | Ambos brazos balanceo transversal a la vía | Tres cortos (- - -) |                       |
| Enganche (acoplamiento)             |                                                           |                                        | Manos juntándose sobre la cabeza           |                     |                       |
| Bajar pantógrafo                    | Dos banderas (no rojo) subidos y bajados alternativamente | Todos o dos colores en sucesión rápida | Sube y baja alternado de ambos brazos      |                     |                       |
| Tren cortado                        | Verde, movida en círculos amplios                         |                                        | Un brazo extendido movido en círculos      |                     |                       |
| Zona de trabajos                    | Amarilla (2) a cuadros, fija                              | Amarillo, fijo                         |                                            | Uno largo (__)      |                       |
| Nota (1)                            | Bandera amarilla con franja diagonal negra                |                                        |                                            |                     |                       |
| Nota (2)                            | Bandera a cuadros alternados negros y amarillos           |                                        |                                            |                     |                       |

### Balizas o indicadores diversos

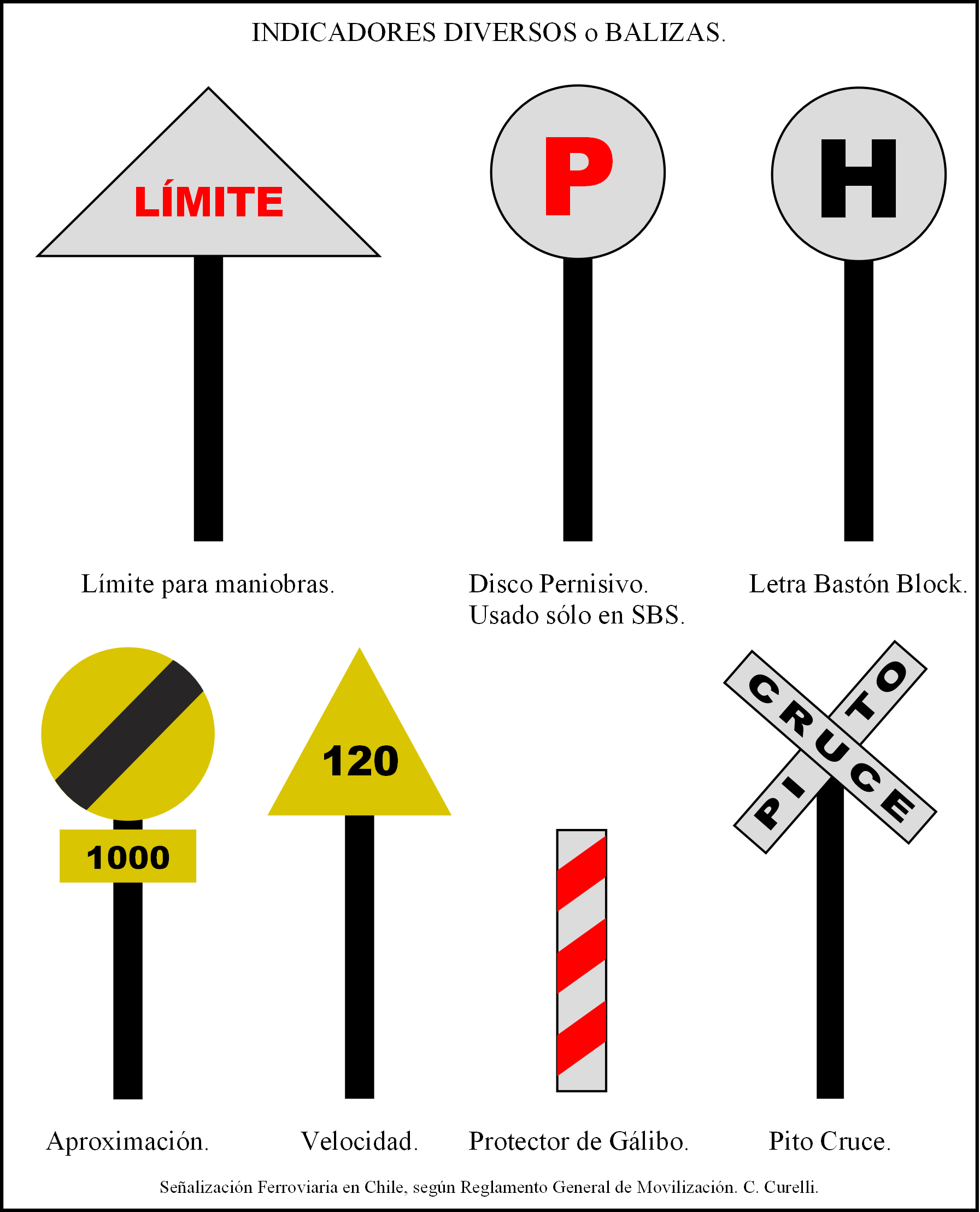

Las balizas constituyen un tipo de señales fijas de aspecto único destinadas a advertir de condiciones permanentes o temporales de largo plazo, mediante la instalación de placas refractantes en postes al lado izquierdo de la vía.
- Punto kilométrico. Indica la distancia en kilómetros desde las cabeceras de ramal o de vía troncal así definidas.
- Velocidad. Indica en kilómetros por hora la velocidad máxima en un tramo de vía.
- Aproximación. En sectores no señalizados y desprovistos de semáforas en los cambios extremos de una estación, indica aproximación al primer cambio de una estación a distancia de 600 metros. En caso de distancias diferentes se adjunta una placa con una cifra correspondiente a la distancia en metros.
- Letra Bastón Block. Indica la letra correspondiente al block al que se ingresa a fin de comprobar su coincidencia con el bastón que lleva consigo el maquinista.
- Disco Permisivo. Indica el punto en el que deben detenerse los vehículos que siguen en permisivo a un tren a fin de esperar señales de mano que le permitan ingresar a la estación.
- Límite. Indica el punto máximo al que pueden desplazarse trenes en maniobras coincidente con el inicio del block.
- Pito Cruce. Indica la proximidad de un paso a nivel e impone al maquinista de advertir su presencia con el silbato de la locomotora.
- Protector de Gálibo. Indican el punto que no debe sobre pasarse a fin de no obstaculizar el tránsito de otros trenes por vías convergentes.

## Formularios de tráfico
Un instrumento importante del RGM son los formularios de tráfico en papel que permiten comunicar y notificar el maquinista o conductor de condiciones de despacho que afectan la circulación del tren.
Los formularios son emitidos por el movilizador en cada estación, a veces con la participación y autorización expresa telefónica del Inspector de Turno.
En algunos casos, los formularios son entregados al maquinista con el tren en marcha, a través del «aro» o, en otros, requiriendo la detención del tren y firma del maquinista.
- Formulario T.1 Vía Libre Simple (color verde):

Se una solamente en «STT» y constituye la VLN para ocupar el block indicado. No admite otras notificaciones.
- Formulario T.2 Movilización con Precaución (color amarillo):

Se usa en toda la red para notificar condiciones de despacho presentes en block. Por ejemplo, restricciones de velocidad, bajar pantógrafo, fallas en semáforas o salida sin señal de complemento, etc.
En STT constituye vía libre cuando existen condiciones de despacho.
- Formulario T.3 Movilización de Emergencia (color rojo):

Se usa en toda la red, para reemplazar la VLN cuando el sistema que la otorga esta en falla (señal de salida en falla, no se puede entregar bastón en sectores con sistema de bastones, etc.) o no existe (circulación por vía contraria en doble vía) y en general para operar en máximas condiciones de degrado del sistema.

## Salida de trenes desde estaciones

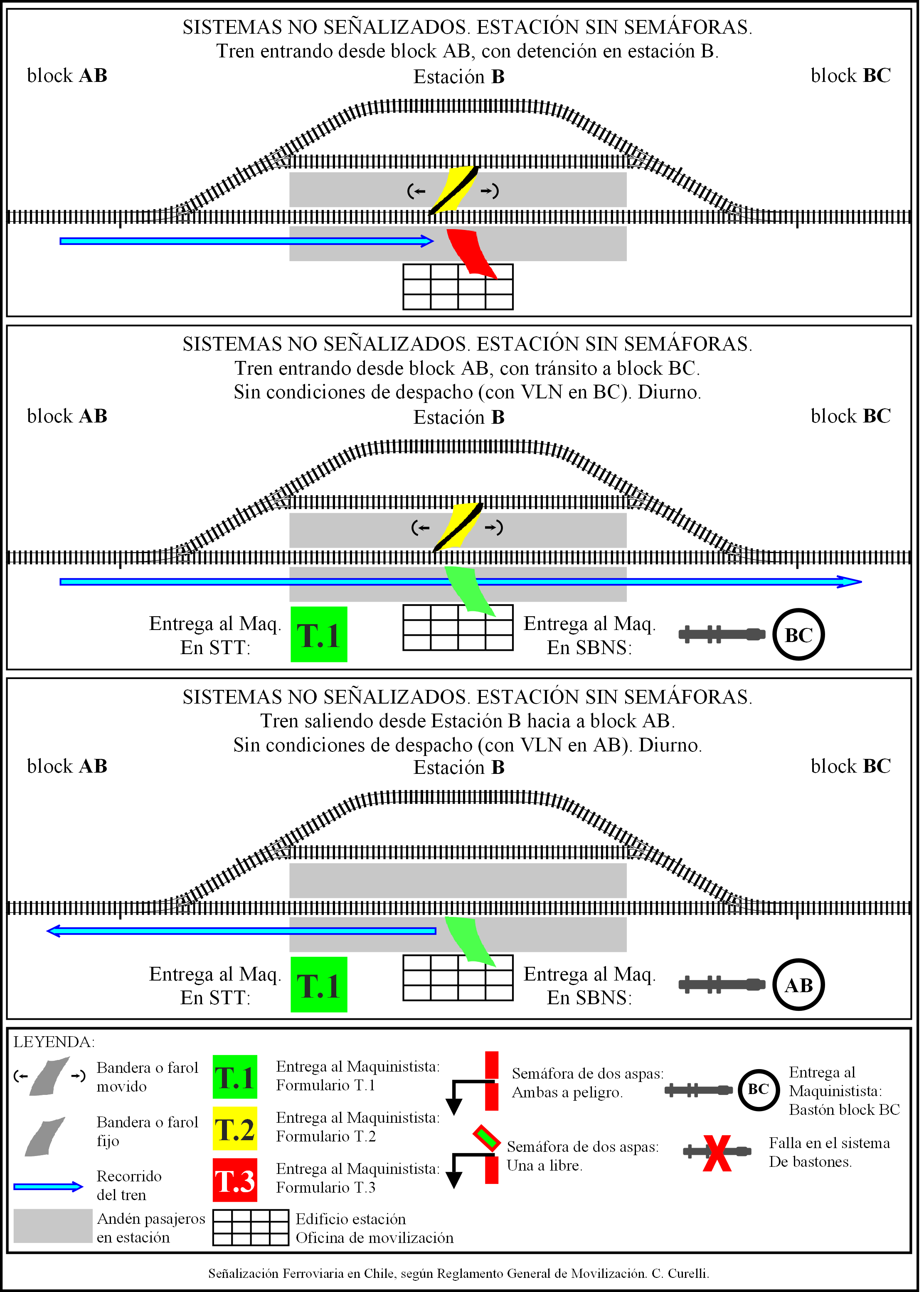
Entrada o salida de trenes en estaciones no señalizadas sin semáforas

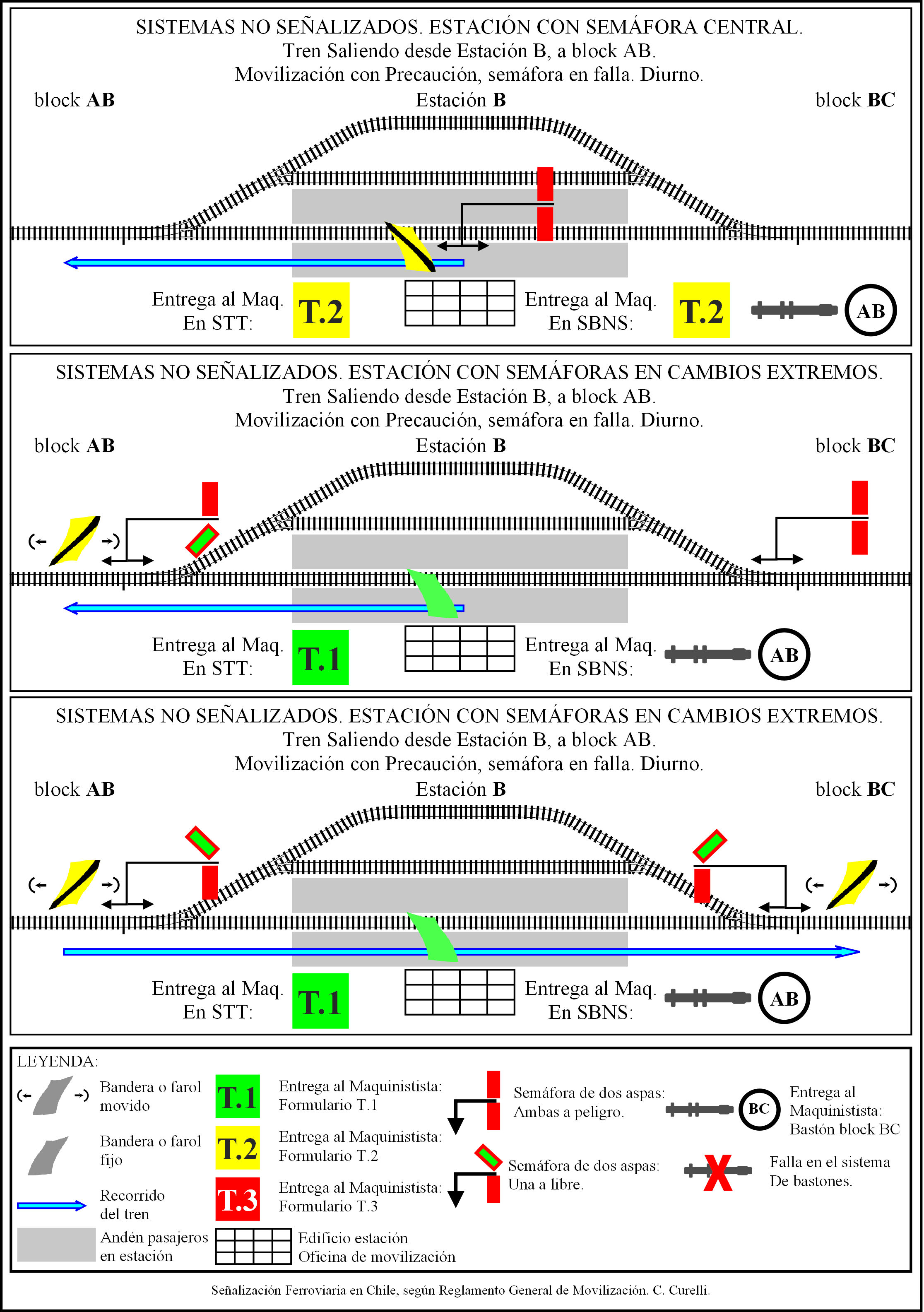
Entrada o salida de trenes en estaciones no señalizadas con semáforas en los cambios extremos

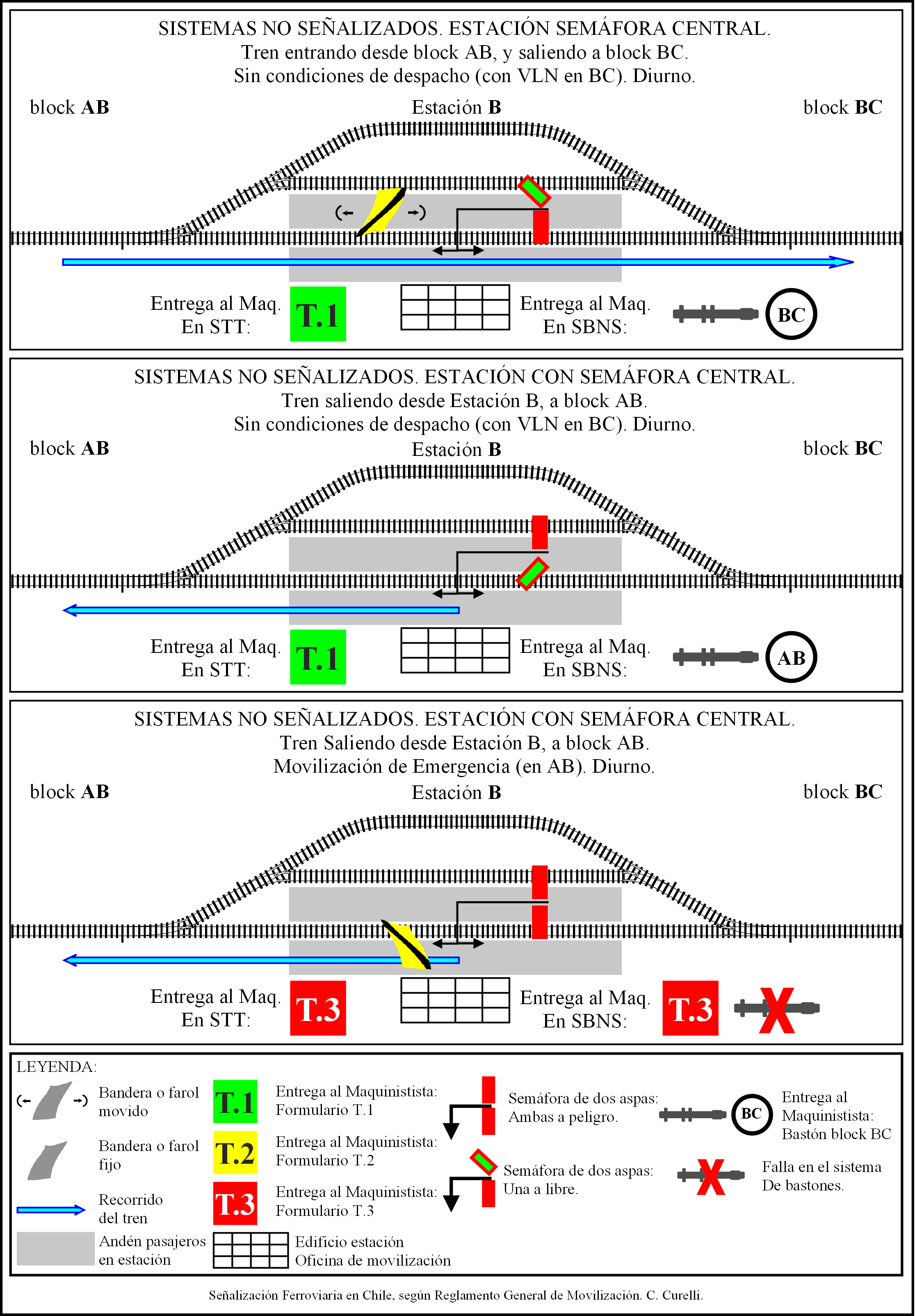
Entrada o salida de trenes en estaciones no señalizadas con semáfora central

El RGM impone a los trenes o vehículos ferroviarios para salir desde un patio a la plena vía una serie de requisitos administrativos, operativos, de equipamiento y reglamentarios.
En lo que a señalización se refiere, para salir de una estación a la plena vía el maquinista o conductor debe estar provisto de:
- La VLN (vía libre normal) o vía libre que la reemplace en condiciones degradadas de operación, que lo autoriza expresamente a ocupar el block correspondiente, y
- La señal de complemento a la vía libre que corresponda, según el Sistema de Movilización y las eventuales condiciones de operación de degrado. Esta señal de complemento a la vía libre es la que lo autoriza a avanzar desde el punto de detención en la estación hasta el inicio del block.

Principio general: las señales de mano estáticas y las semáforas, en ambos casos, cuando se ubican en el centro del patio de la estación, generalmente frente a la cabina de señales u oficina de movilización, autorizan la salida de trenes de la estación hacia el block.

## Entrada de trenes a estaciones
La entrada de trenes a las estaciones se autoriza mediante:
- Las señales fijas previstas para esa función, en sectores señalizados, o bien,
- Si existen, con las semáforas ubicadas en los cambios extremos, en sectores no señalizados, o bien,
- Señales de mano hechas desde el primer cambio o cambio extremo ya sea en sectores señalizados en falla (degradado) o en sectores no señalizados.

Principio general: las señales de mano y semáforas que se ubican en los cambios extremos del patio de una estación, autorizan tanto la entrada como la salida de trenes.
Nota: en los sectores no señalizados, con semáforas en los cambios extremos, además se exige señales de mano del cambiador tanto para entradas como salidas. Estas señales de mano deben ser amarillas.

## Semáforas o señales semafóricas
Las semáforas en el caso chileno, son siempre de aspas con luces solidarias para la observación nocturna. Son del tipo británico colonial, de aspectos binarios, accionadas manualmente desde la base del poste. A veces pueden estar dotadas de enclavamiento con el aparato de bastones o staff cuando se refieren a la salida al correspondiente block y, también excepcionalmente, pueden estar provistas de “control” eléctrico de la cerradura que permite su accionamiento cuando se encuentran particularmente distantes de la oficina de movilización.

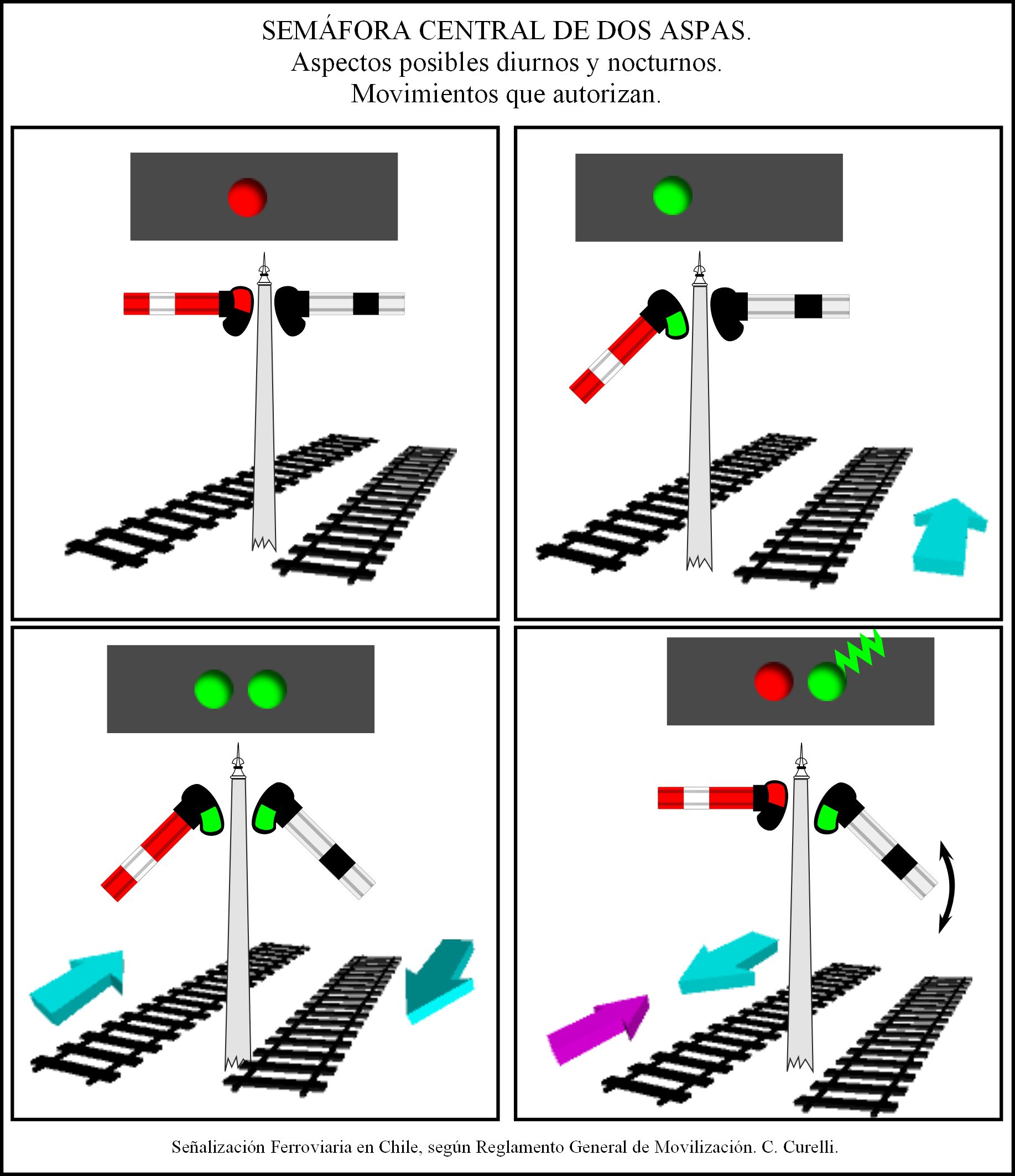

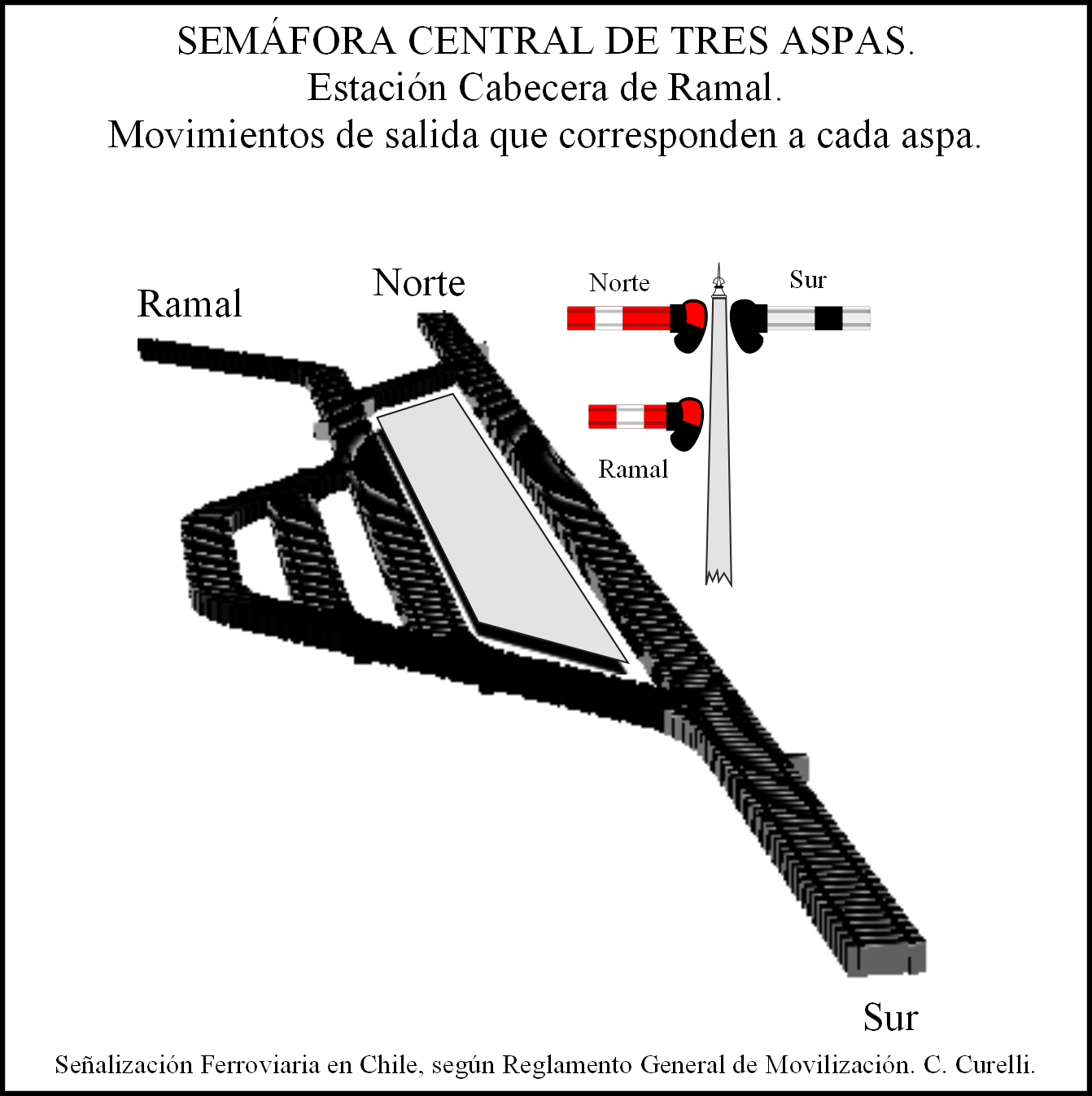
Caso especial de estación cabecera de ramal en sistema no señalizado con semáfora central de tres aspas. El aspa inferior y más pequeña autoriza la salida al block ramal

1. El aspecto restrictivo lo indican con aspa en posición horizontal.
2. El aspecto permisivo lo indican con aspa inclinada hacia abajo en 45°
3. Las aspas por al anverso, esto es, por la cara desde el cual un tren en aproximación debe respetarlas son de color rojo con franja blanca o amarillo con franja negra, según se trate de principal o repetidora, respectivamente. Por el reverso, esto es, por la cara posterior son blancas con franja negra y no tienen significado para los trenes que se aproximen desde ese sentido.
4. Las aspas principales son de forma rectangular y anverso rojo - blanco.
  1. En su aspecto restrictivo ordenan detención. De noche muestran luz roja.
  2. En su aspecto permisivo ordenan vía libre. De noche muestran luz verde.
5. Las aspas pueden también en raros casos, ser repetidoras terminadas en forma cola de pez con anverso amarillo - negro. Casi siempre de aspa única y accionadas mediante servo motor eléctrico solidario de la posición del aspa cuyo aspecto repite.
  1. En su aspecto restrictivo ordenan precaución y previenen próxima semáfora a detención. De noche muestran luz amarilla.
  2. En su aspecto permisivo ordenan vía libre y previenen próxima semáfora a vía libre. De noche muestran luz verde.
6. Las semáforas están generalmente instaladas de a dos aspas principales en un mismo poste, una para cada sentido de marcha. La válida para un tren en aproximación será la izquierda, en el sentido de marcha y deberá corresponder a la de cara rojo - blanco. La derecha, en el mismo sentido de marcha, será de cara blanco – negro y no tiene valor para ese tren.
7. En este caso las aspas de la semáfora se refieren a sentidos de circulación y no a vías específicas por lo que no tienen colocación definida respecto de la vía.
8. De manera especial, estas semáforas, por el reverso, de noche, en posición permisiva muestran luz verde.

Estas semáforas son un caso especial de señales con valor para los trenes que se alejan de ella. Si antes de alejarse más de 500 metros de la semáfora ya franqueada, se sube el aspa que le autorizó el paso, el tren debe detenerse. Si esta misma aspa se sube y baja alternativamente, debe retroceder de regreso a la estación.

## Señales en sistemas señalizados o señales fijas
Los sistemas señalizados son los que poseen enclavamiento entre circuito de vía y señales y, entre estos y aparatos de cambios de vía.
Las señales en estos sistemas se denominan señales fijas, señales fijas al suelo o simplemente señales.

### Tipos de movimientos
Las señales fijas se instalan previendo los movimientos más comunes que efectúan los trenes al interior de los patios de las estaciones y los desplazamientos a través de los block. Dos son los tipos de movimientos básicos:
- Movimientos principales o de carrera: corresponden a entrada, salida y tránsito por estaciones. Deben poder realizarse a mayores velocidades y con garantía que las vías a recorrer se encuentren libres o desocupadas.
- Movimientos de maniobras: desplazamientos desde una línea a otra dentro de un mismo patio. Se efectúan con marcha a la vista y pueden comprometer líneas que se encuentran ocupadas para permitir la formación de trenes.

En Chile la mayoría de las estaciones señalizadas, especialmente las de patios pequeños, están señalizadas exclusivamente para los movimientos principales mientras que los movimientos de maniobras se autorizan mediante señales de mano.
Por su parte, las estaciones señalizadas de patios complejos, también llamadas estaciones de maniobras, están dotadas de señalización de maniobras para todos los posibles movimientos.

### Señales binarias
Las señales binarias son aquellas que en su unidad básica pueden presentar solo dos aspectos, uno alternativo del otro, correspondiendo uno al permisivo y otro al restrictivo. Indicaciones más complejas se dan mediante la combinación de varias de estas unidades básicas, generalmente correspondiente a pantallas o aspas ubicadas en un mismo poste.

### Tipo de accionamiento de las señales

#### Señales semiautomáticas
Las señales fijas son semiautomáticas, salvo excepciones. Estas señales tienen definida su posición de reposo en el aspecto restrictivo, o sea, a peligro. Las señales Semiautomáticas son aquellas que pueden ser puestas a libre a voluntad del operador y regresadas a su posición de reposo automáticamente por el paso del tren.

#### Señales automáticas
En contraposición, las señales automáticas tienen su posición de reposo en el aspecto permisivo, o sea, a libre. No pueden ser maniobradas a voluntad del operador ya que son puestas a libre o peligro según la sección de vía que protegen esté ocupada o no. En Chile constituyen la excepción y corresponden a las señales intermediarias y a las de las estaciones con cabinas con servicio cerrado cuando están equipadas con conmutador para funcionamiento automático.

### Ubicación de las señales
En el caso de las señales es importante que tengan una ubicación predefinida respecto de la vía que protegen y en puntos precisos y predecibles para el maquinista. En general y salvo excepciones, las señales se ubican a la izquierda de la vía a que corresponden.

### Tipo de señales
Las señales fijas pueden ser de aspas o luminosas. En general, se puede establecer un paralelo perfecto entre cada una de ellas, su significado e interpretación.
Constituye una excepción la señal de salida del sistema «SBS» cuyo franqueo en falla difiere de la señal de salida del sistema «SSE».

#### De aspas
También conocidas como señales de forma, ya que su elemento principal es un tablero de geometría conocida que de acuerdo a su posición relativa entrega las indicaciones. Naturalmente de noche no es visible por lo que deben ser acompañadas de luces o faroles solidarios que entregan información mediante colores.
A diferencia de las semáforas las señales de aspas se montan en un poste diferente por cada sentido de circulación y se refieren a una vía específica. A éstas además se aplica lo dicho en los puntos 1 al 5 de Semáforas o señales semafóricas.

#### Luminosas
Son aquellas con focos eléctricos llamados linternas, especialmente diseñadas para la observación tanto de día como de noche.

### Uso de las señales fijas
Las señales fijas cuentan con algunos elementos externos que ayudan a identificarlas y a determinar su aspecto más restrictivo para interpretarlas en caso de fallas.
Las señales, en caso de fallas, ya sea por ausencia de aspectos, o por entregar un aspecto inválido, deben ser interpretadas en su aspecto más restrictivo.

#### Absolutas

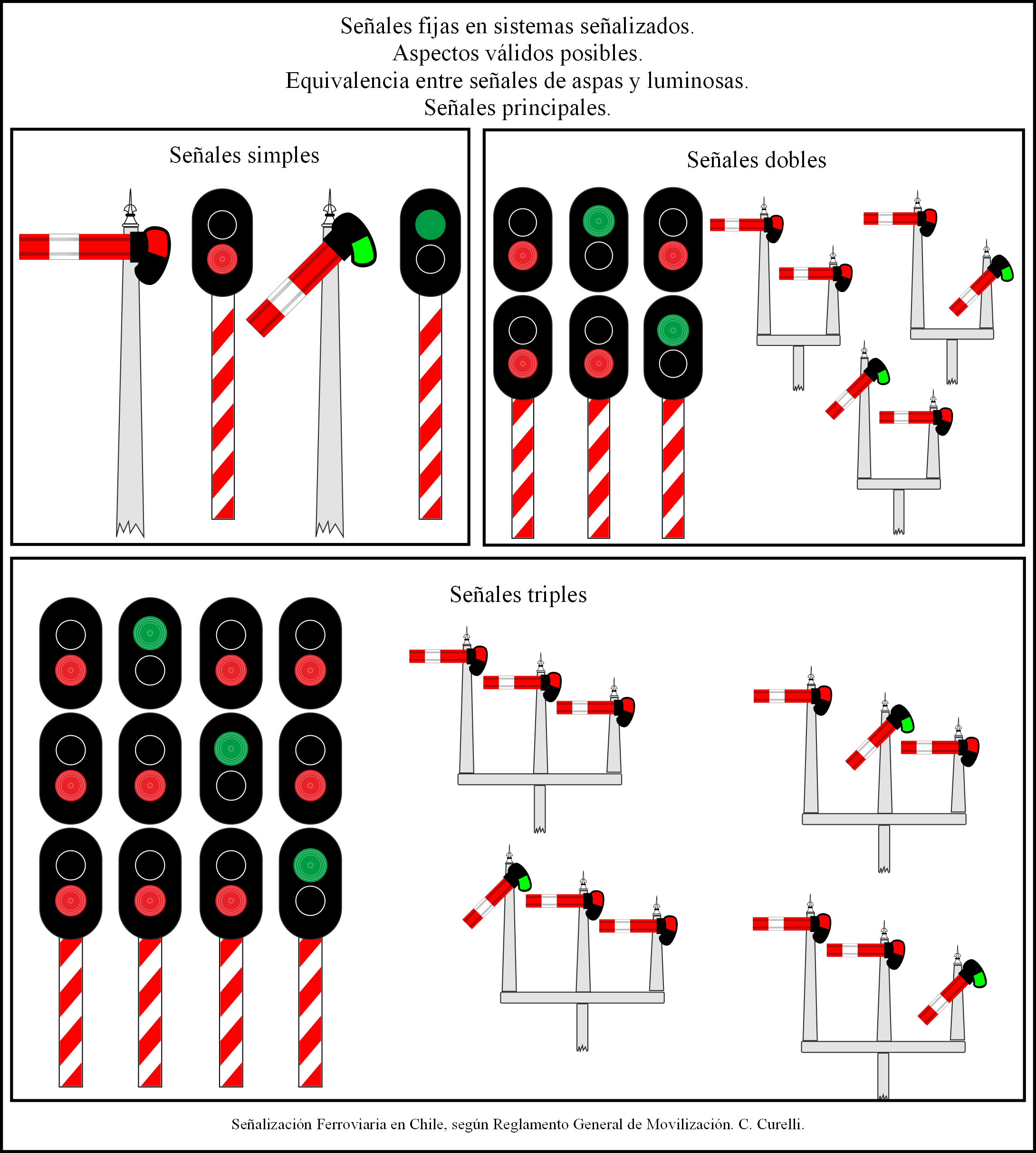

Son aquellas que, en su aspecto más restrictivo, ordenan la detención frente a la señal. Las señales absolutas de aspas se distinguen por su aspa roja y blanco. Las señales absolutas luminosas se distinguen por su poste o placa rectangular vertical blanca con franjas diagonales rojas. En ambos casos con luces verde y roja.

##### Principales
Las señales luminosas de este tipo se distinguen además por contar con una pantalla negra alrededor de los focos o linternas.

###### Principales de entrada
Se encuentran a no menos de 600 metros del primer cambio de entrada a una estación. Suelen ser múltiples, esto es, tener una aspa o pantalla por cada línea, o grupo de líneas, apta para la recepción de trenes.

###### Principales de salida
Pueden estar ubicadas:
- a 100 metros después del último cambio de salida, generalmente en block de simple vía, en cuyo caso corresponde o comanda al grupo de vías desde donde puede efectuarse la salida de trenes. O bien,
- antes del primer cambio de salida, con una señal independiente en cada línea desde donde puede partir un tren, típicamente estaciones en doble vía.

Las señales de salida son de una aspa o pantalla, salvo que desde ella se pueda salir a dos o más block diferentes en cuyo caso tendrán tantas aspas o pantallas como block a los que puedan autorizar salir.

###### Principal intermediaria
Constituye una señal principal ubicada en plena vía, de funcionamiento automático, dependiendo de la ocupación del circuito que protege. Para distinguirla de le aplica en su poste un disco blanco con franja diagonal roja.

##### Maniobras
Las señales luminosas de este tipo no poseen pantallas y las de aspas tienen un aspa similar y relativamente más pequeña que el aspa de las principales. Las señales de maniobras no difieren en su interpretación entre altas y bajas.
Las señales de maniobras no se refieren a una ruta determinada.
La interpretación general de una señal de maniobra a libre es la de avanzar en marcha a la vista, por una línea que puede estar ocupada, hasta:
- encontrar un obstáculo, u otro tren, o bien,
- enfrentar una próxima señal, o bien,
- franquear (sobre pasar y liberar) otra señal de maniobras que autorice el retroceso en sentido contrario.

###### Señales de maniobras altas
Están ubicadas en postes similares a los de las señales principales y a veces en conjunto con otra u otras principales.

###### Señales de maniobras bajas
Se ubican a baja altura entre las vías y siempre a la izquierda de la vía a la corresponden. En Chile no se ocuparon señales bajas de aspas, por lo que las señales de maniobra bajas en SBS son luminosas como las del SSE.

#### No absolutas o de aviso

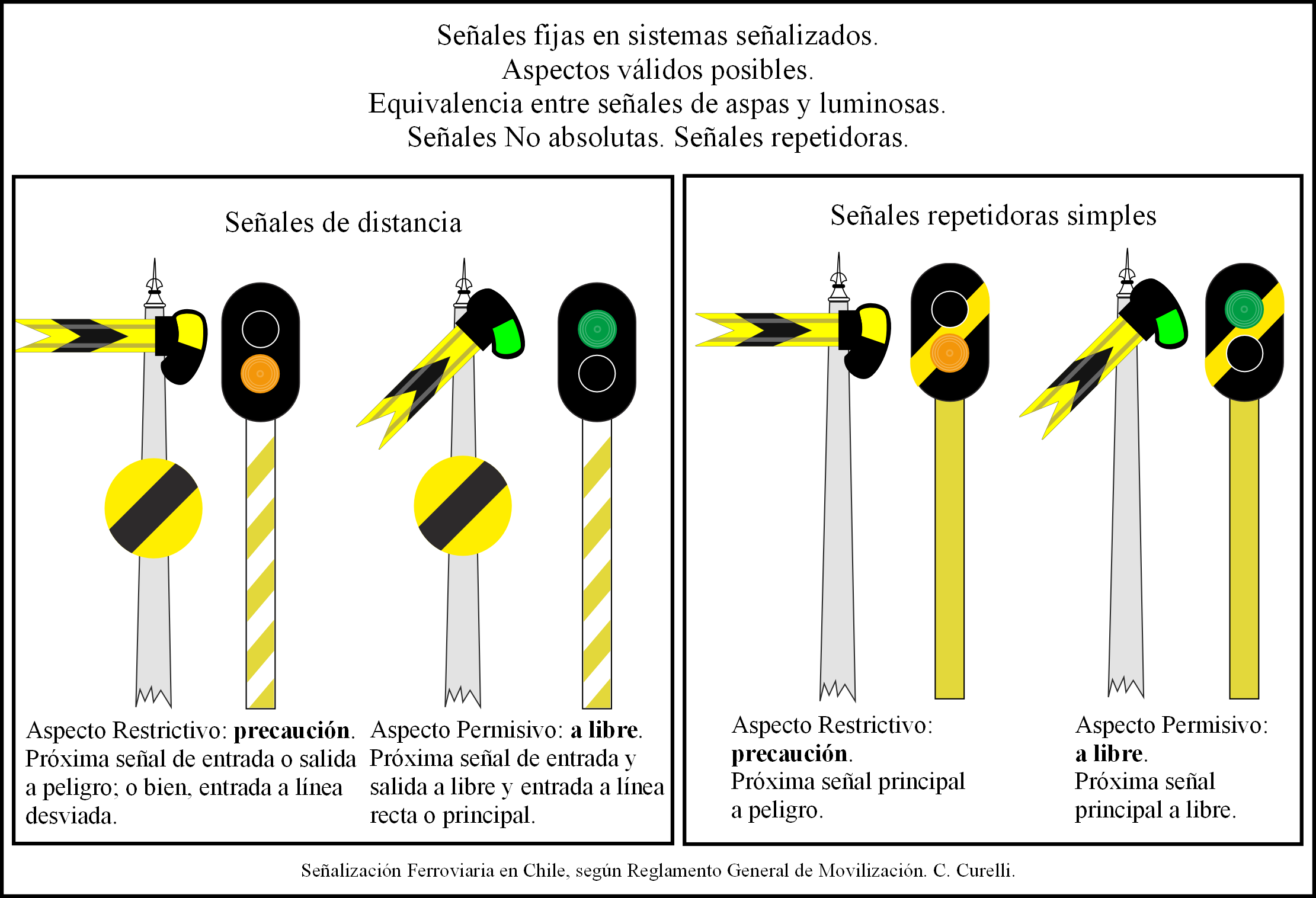

Estas señales no ordenan detención. Su aspecto más restrictivo es precaución. Se distinguen por tener en sus elementos externos alguna marca de color amarillo, de modo que en caso de falla sean interpretadas como precaución. En general previenen acerca del aspecto al que se encontrarán las próximas señales principales.

En señales de aspas, tanto las repetidoras como las de distancia usan aspa de forma cola de pez de colores amarillo y franja negra. Con luces para aspecto nocturno amarillo y verde, mismos colores de los aspectos de las señales luminosas.

##### Señal de distancia
La señal de distancia en su aspecto a libre (verde) indica que tanto las señales de entrada y salida de la próxima estación se encuentran a libre y además con ruta por la vía principal. En otras palabras, el tren encontrará la estación dispuesta para pasar de largo por la “vía recta”.
En señales de aspas se distinguen de las repetidoras por tener en su poste un disco circular amarillo con franja diagonal negra.
En señales luminosas tienen poste blanco con franjas diagonales amarillas.

##### Señal repetidora
La señal repetidora indica el aspecto de la señal principal inmediatamente próxima. Las luminosas se distinguen por tener una franja diagonal amarilla en la pantalla negra y poste de color amarillo liso.

#### Combinadas absolutas y no absolutas

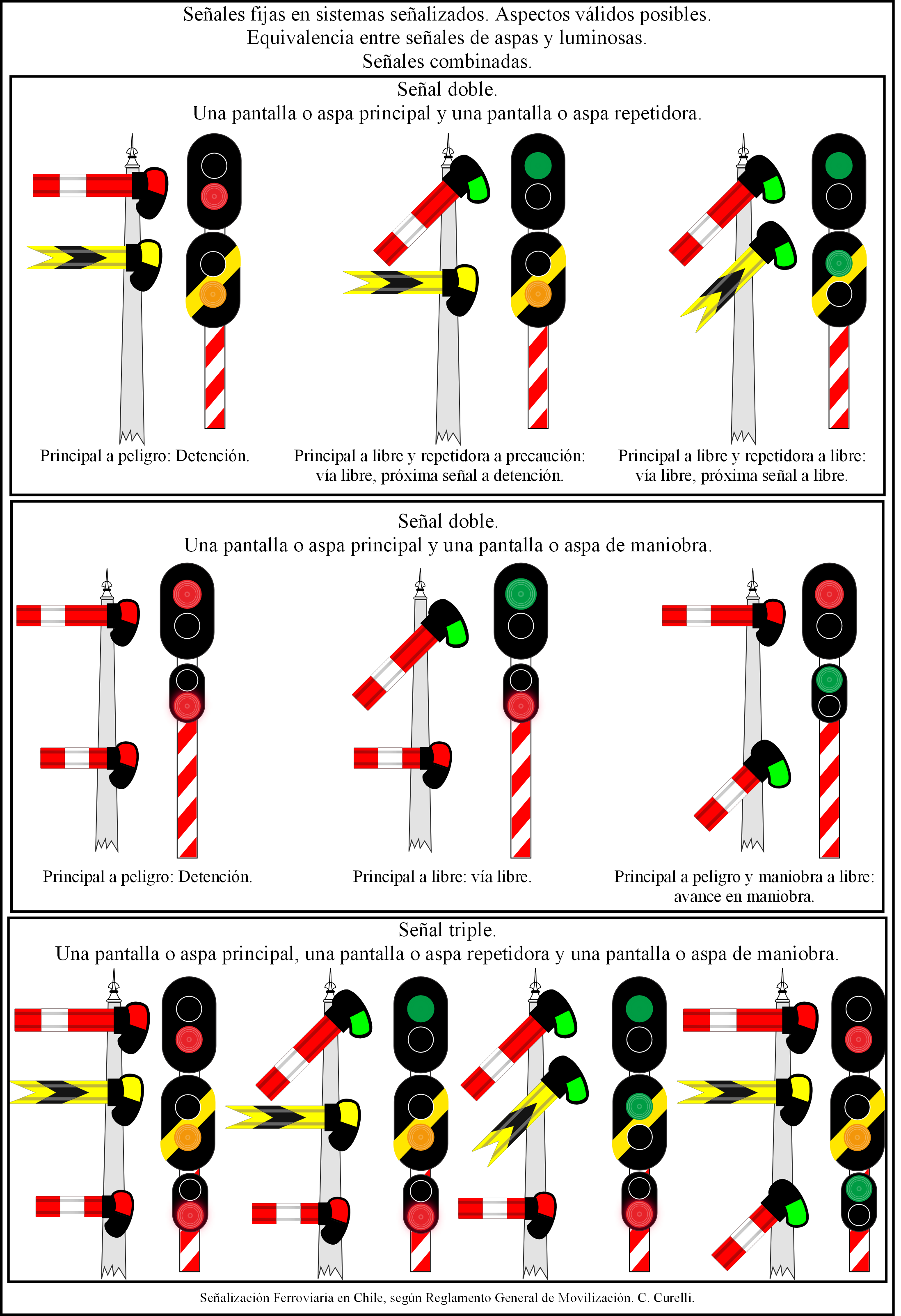

Cuando en un mismo poste o lugar se ubican señales absolutas y no absolutas, dicha señal se denomina combinada y se considera absoluta, en este caso, se considera Señal Principal.
Cuando se combinan varias señales absolutas solo una puede presentar aspecto permisivo, simultáneamente a las demás en aspecto restrictivo.
Salvo excepciones, una señal combinada puede estar compuesta de:
- Una o varias pantallas principales y a veces
- una pantalla repetidora, y a veces
- una señal de maniobra.

### Sistema CTC inconcluso. Señales ternarias

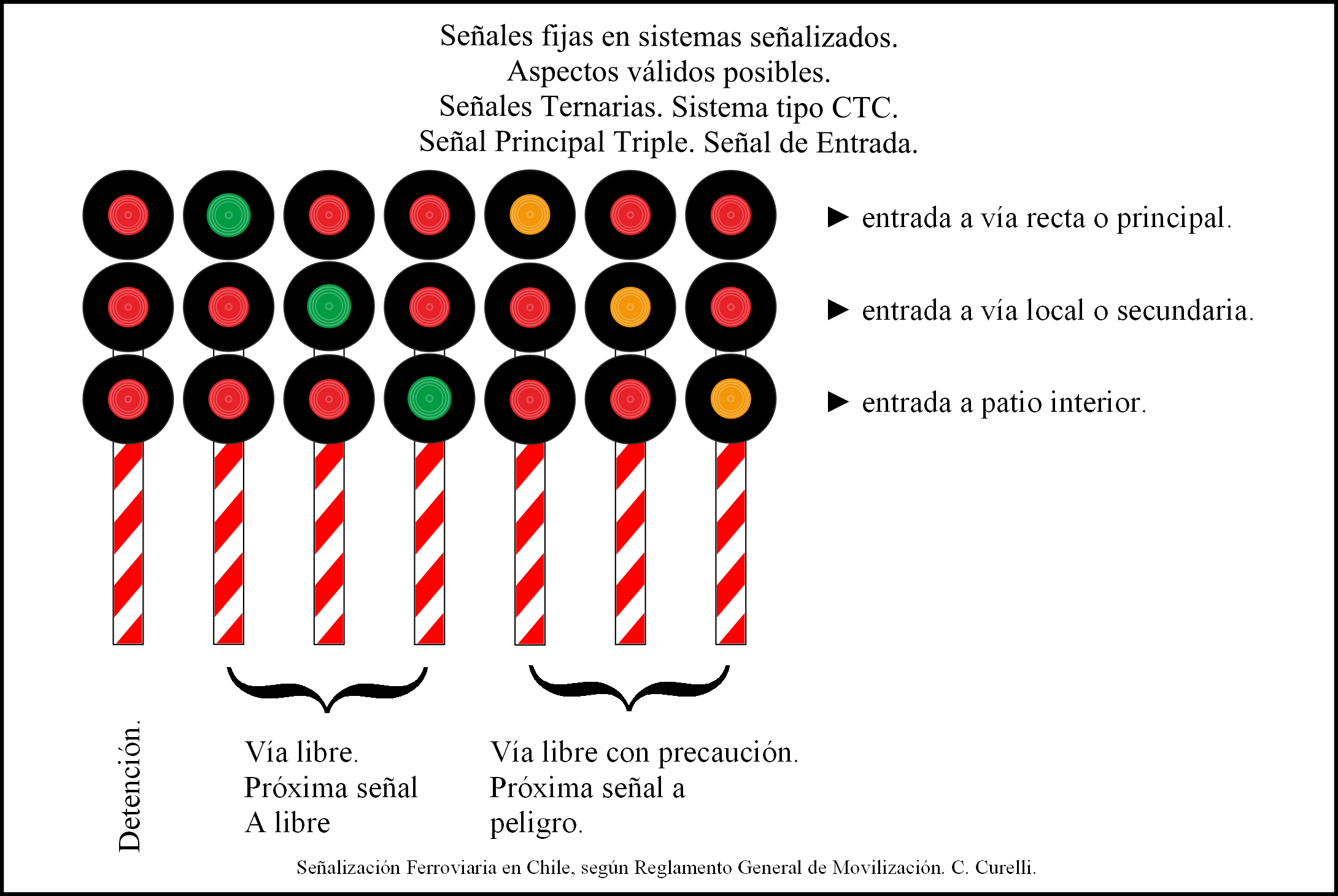
señales fijas Ternarias

El sistema CTC es un proyecto inconcluso de los Ferrocarriles del Estado de los años '70 para señalizar masivamente estaciones al sur de San Bernardo (Nos). El proyecto consistía en señalizar con los mismos criterios del SSE, pero con las siguientes diferencias:
- Usando señales de ternarias, de foco o linterna multicolor: rojo, amarillo y verde.
- Comando centralizado para grandes tramos sectores.
- Opción para comando local, en condiciones de excepción.

Finalmente, el sistema operó en comando local de modo permanente y solo se instalaron circuitos de vía en las estaciones y no en los block (salvo entre Alameda y Chillán). El control de block se siguió operando con aparatos staff y bastón, razón por lo cual fue conocido como SSE con Bastón.
El hecho que tanto las señales principales como de maniobras puedan dar aspectos rojo, amarillo y verde, determina un sistema de repetición de señales implícito o de “repetición en cascada”.